# Danjiangkou-Talsperre
Die Danjiangkou-Talsperre (丹江口水利枢纽工程,  Danjiangkou shuili shuniu gongcheng – „Danjiangkou-Schlüsselprojekt für den Wasserbau“) ist ein 1958 begonnenes und 1974 fertiggestelltes, sogenanntes Schlüsselprojekt für den chinesischen Wasserbau in Danjiangkou in der Provinz Hubei. Die Talsperre liegt am Oberlauf des Han Jiang (ein linker Nebenfluss des Jangtsekiang) und an dessen größten Nebenfluss Dan Jiang (丹江). Der Stausee hat eine Speicherkapazität von 29,05 Milliarden Kubikmetern (vor der Erhöhung 20,89 Mrd. m³). Die Höhe der Gewichtsstaumauer beträgt seit 2009 176,6 Meter (vor der Erhöhung 162 m). Neben Schleusen gibt es auch ein Schiffshebewerk mit einer Hubhöhe von 50 m für Schiffe bis zu 450 t.
Das angeschlossene Wasserkraftwerk hat eine Nennleistung von 900 MW.
Für das Süd-Nord-Wassertransferprojekt wurde die Staumauer zwischen 2005 und 2009 um rund 15 Meter erhöht und das Fassungsvolumen um 11,6 auf 29,05 Milliarden Kubikmeter vergrößert.
330.000 Menschen wurden umgesiedelt.